# Haxthausen 12

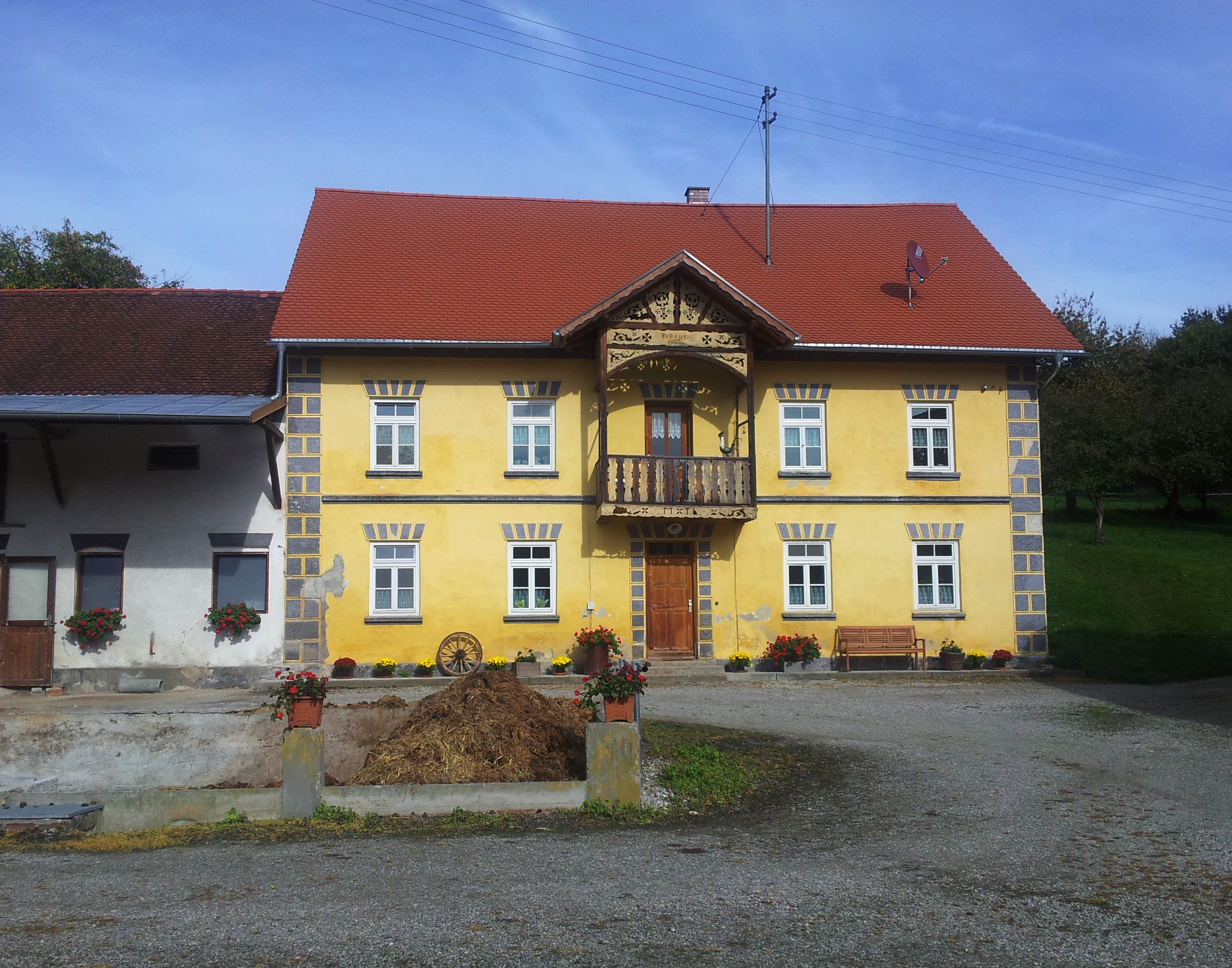
Wohnhaus des Bauernhofs

Haxthausen 12 ist ein landwirtschaftliches Anwesen im Ortsteil Haxthausen der oberbayerischen Kreisstadt Freising.
Das Wohnhaus des Bauernhofs ist als Baudenkmal ausgewiesen. Es wurde 1907 errichtet und ist ein zweigeschossiger Satteldachbau. Die Fassade wird durch Quadersteine gegliedert. Bestimmendes Element ist ein zentral angesetzter hölzerner Balkon mit Verzierungen.